# 사슴여인
<사슴여인>은 박건호 · 계동균 콤비에 의해 작사 · 작곡된 곡으로 1983년 임수정의 정규 2집 《사슴여인》의 동명 타이틀곡으로 발표된 곡이다. 당시 유명 작사가였던 박건호는 임수정에게 곡을 주려던 찰나 임수정의 긴 목, 이슬에 젖은 듯한 눈 등 사슴 같은 모습에서 영감을 얻고 이 곡을 짓게 되었다고 한다. 1984년 이 곡은 임수정과 마찬가지로 서라벌레코드사 소속이었던 여성 싱어송라이터 장덕에 의해 리메이크 되었다. 장덕의 리메이크 버전은 장덕의 정규 2집 《사랑하지 않을래》의 A면 머릿곡으로 수록되어 발표되었다.